# Ружа ветрова Београда
Ружа ветрова Београда је компилацијски албум српске рок групе Бајага и Инструктори, објављен 2003. године за издавачку кућу -Hi-Fi Centar}-.
Албум је настао на идеју рок критичара, писца и новинског уредника Пеце Поповића, а на њему се налазе песме бенда инспирисане градом Београдом. Компилација садржи две раније необјављене песме - Новости и Ружа ветрова, као и њен ремикс.

## Списак песама
| №   | Назив                       | Трајање |  |
| 1.  | Ружа ветрова                | 4:42    |  |
| 2.  | Ово је Балкан               | 3:03    |  |
| 3.  | Груди носи к'о одликовања   | 3:25    |  |
| 4.  | Змај од Ноћаја              | 5:44    |  |
| 5.  | Пустите ме друже            | 2:40    |  |
| 6.  | Папалине                    | 2:01    |  |
| 7.  | Ред и мир                   | 2:57    |  |
| 8.  | 442 до Београда             | 4:41    |  |
| 9.  | Звезда                      | 4:15    |  |
| 10. | Руски воз                   | 4:16    |  |
| 11. | Што не може нико можеш ти   | 5:10    |  |
| 12. | Град                        | 3:51    |  |
| 13. | Добро јутро, џезери         | 3:06    |  |
| 14. | Новости                     | 3:51    |  |
| 15. | Ружа ветрова (урбан ремикс) | 4:04    |  |